# (1453) Fennia
(1453) Fennia – planetoida należąca do wewnętrznej części pasa głównego asteroid okrążająca Słońce w ciągu 2 lat i 224 dni w średniej odległości 1,9 au. Została odkryta 8 marca 1938 roku w Obserwatorium Iso-Heikkilä w Turku przez Yrjö Väisälä. Nazwa planetoidy pochodzi od łacińskiej nazwy Finlandii. Przed nadaniem nazwy planetoida nosiła oznaczenie tymczasowe (1453) 1938 ED1.

## Naturalny satelita
W grudniu 2007 roku zidentyfikowano na podstawie analizy krzywej zmian blasku (1453) Fennii krążącego wokół niej satelitę S/2007 (1453) 1. Ma on rozmiary około 2 km. Średnia odległość między składnikami układu to około 20 km. Obiegają one wspólny środek masy w czasie 22,99 godziny.